# 柑橘梁子崖墓群
柑橘梁子崖墓群位於四川省中江縣廣福鄉，文物遺址年代判定為漢。1991年4月16日公佈為四川省第三批文物保護單位。